# Vilst er síðsta fet
Vilst er síðsta fet è il primo EP della band doom metal faroese Hamferð.

## Tracce
1. Harra Guð títt dýra navn og æra – 4:45 (testo: Salmo tradizionale faroese)
2. Vráin – 8:25 (testo: Jón Hansen)
3. Aldan revsar eitt vargahjarta – 8:37 (testo: Jón Hansen)
4. At enda – 8:54 (testo: Jón Hansen)

## Formazione
- Jón Hansen - voce,
- John Egholm - chitarra elettrica
- Theodor Kapnas - chitarra elettrica
- Tinna Tótudóttir - basso elettrico
- Esmar Joensen - tastiera
- Remi Johannesen - batteria

### Altri musicisti
- Astrid Lindh - percussioni nell'intro di Harra Guð títt dýra navn og æra
- Björn Guo - violino in At enda
- Karl Appelgren - Grand piano in At enda